# Cerco de Ghouta Oriental
O Cerco de Ghouta Oriental foi um cerco imposto pelas forças do Governo Sírio e aliados que começou em abril de 2013, na área leste da região de Ghouta, nos subúrbios de Damasco, controlada por forças ligadas à Oposição Síria. As localidades sob cerco eram Douma, Mesraba, Arbin, Hamouria, Saqba, Modira, Eftreis, Jisrin, bem como as zonas de Beit Sawa, Harasta, Zamalka, Ein Tarma, Hazeh e Kafr Batna. Em 2016, cerca de 400.000 pessoas viviam na zona cercada que tinha uma área de apenas 100 quilómetros quadrados, o que significava uma densidade populacional de 4.000 habitantes/km2. 
A Resolução do Conselho de Segurança das Nações Unidas 2401, adotada a 18 de fevereiro de 2018, pedia a introdução de um cessar-fogo na Síria inteira por 30 dias, incluindo Ghouta Oriental, mas o Exército Árabe Sírio (EAS) continuou com a ofensiva. Em março de 2018, o Exército Sírio dividiu o enclave rebelde em três partes, chegando a um acordo com as forças rebeldes a serem evacuadas para a província de Idlib. Esta acção deslocou 105.000 pessoas da zona. Douma era a única cidade no final de mês que não estava sob o controlo das forças governamentais.
Em 8 de abril de 2018, chegou-se a um acordo para evacuar os últimos combatentes rebeldes e civis da cidade de Douma após um ataque químico ter matado 70 pessoas. O Governo Sírio e a Rússia negaram qualquer envolvimento no ataque. Mais de 50.000 pessoas, incluindo combatentes do grupo Jaysh al-Islam (JAI) e suas famílias, foram evacuadas para o norte da Síria. Alegadamente, 200 reféns leais ao Governo foram soltos pelo JAI. A Polícia Militar Russa foi destacada para a cidade de Douma para verificar a implementação do acordo. 
Milhares de pessoas morreram durante os 5 anos do cerco. Foram várias as alegações de crimes de guerra e de crimes contra a humanidade, em especial feitas pelo Conselho dos Direitos Humanos das Nações Unidas, e entre os alegados crimes estavam o uso de armas químicas, civis usados como escudos, ataques contra civis, ataques contra locais protegidos (escolas e hospitais), uso de inanição como método de guerra e negação de medicamentos. 

## Antecedentes
Antes da Guerra Civil Síria, a população total de Ghouta Oriental, uma junção de quintas e cidades nos arredores de Damasco, era de cerca de 1 milhão e 500 mil pessoas. Nos protestos que eclodiram na Síria em março de 2011, alguns dos habitantes de Ghouta Oriental juntaram-se às manifestações anti-Bashar al-Assad e juntaram-se às forças da oposição do Exército Livre da Síria (ELS) e expulsaram as forças governamentais da região em novembro de 2012. Em fevereiro de 2013, os rebeldes capturaram partes da estrada que dava à capital Damasco e entravam no distrito de Jobar. Apoiado pelo Irão e Hezbollah, o Exército Sírio contra-atacou e em abril de 2013 cercava a região de Ghouta Oriental, que era a apenas 15 quilómetros de Damasco. Cortada do resto do país, a população de Ghouta Oriental recorreu à incineração de plásticos para produzir eletricidade. No início de 2015, quando o Governo Sírio cortou as ligações de águas a Douma, a população adaptou-se de novo e perfurou 600 poços subterrâneos, usando bombas manuais para terem água.

## História
A meio de 2017, a principal facção rebelde em Ghouta Oriental era Jaysh al-Islam de orientação islamista salafista, sedeados em Douma, com cerca de 10 a 15 mil combatentes.   O segundo maior grupo rebelde era a Legião Al-Rahman, oficialmente pertencente ao Exército Livre da Síria, e controlava grande parte da zona centro e ocidental da região, incluindo os distritos de Jobar e Ain Terma. Os outros grupos que tinham presença em Ghouta Oriental, embora em muito menor relevância, eram os islamistas do Ahrar al-Sham e os jihadistas de Tahrir al-Sham.
Em agosto de 2013, a área foi sujeita a um ataque químico que matou centenas de pessoas, algo que levou a um acordo para banir armas químicas na Síria. 
De 14 a 30 de novembro de 2017, forças sírias e russas efetuaram mais de 400 ataques aéreos na zona, atingindo mercados, escolas e casas, e supostamente em alguns destes ataques foram usadas bombas de fragmentação.
Apesar de esforços para tornar Ghouta Oriental uma "zona segura" ou uma zona de cessar-fogo permanente, relatos de bombas contendo cloro foram registados novamente no início de 2018. Em janeiro de 2018, a área tinha apenas um médico por cada 3.600 pessoas. Conflitos entre as forças rebeldes em 2016 e 2017 pioraram a situação, demonstrando uma falta de unidade entre as forças anti-Assad. 
Após uma série de ofensiva lançadas pelas forças rebeldes contra posições das forças governamentais em Harasta, um subúrbio a norte de Damasco, e outras localidades em Ghouta, o EAS lançou uma operação militar para capturar toda a região de Ghouta Oriental em fevereiro de 2018. A escalada de hostilidades levou a uma reunião do Conselho de Segurança das Nações Unidas a 24 de fevereiro de 2018, com uma votação unânime para a implementação de um cessar-fogo na Síria por 30 dias, bem como, o levantamento do cerco sob Ghouta Oriental. Apesar disto, em março, a ofensiva governamental síria continuava, apoiada militarmente e diplomaticamente pela Rússia. Em 11 de março, o Governo Sírio capturava várias áreas da região e dividia o enclave em três partes. Os enclaves incluíam Douma e as zonas a norte desta cidade, Harasta oriental, e a cidade e arredores de Zamalka. 
A meio de março e após várias negociações, chegou-se finalmente a um acordo entre o Governo Sírio e os rebeldes que controlavam os enclaves em Ghouta Oriental. O acordo incluía a evacuação dos combatentes rebeldes da zona de Harasta, Zamalka e arredores para a província de Idlib. 105.000 pessoas foram deslocadas de Ghouta fruto deste acordo. No final de março, Douma era a zona controlada pelas forças da oposição, neste caso o Jaysh al-Islam.
Durante cerca de 10 dias, houve poucos confrontos no bastião rebelde de Douma enquanto conversações continuavam entre o Governo e Jaysh al-Islam. Mais tarde, foi relatado que JAI bombardeou zonas residenciais de Damasco, causando vítimas e danos materiais. Em 6 de abril, as conversações falharam e o Exército Sírio retomou a ofensiva em resposta ao bombardeamento rebelde, embora Jaysh al-Islam tenha negado responsabilidade pelo ataque. O grupo rebelde alegadamente também recusou libertar reféns leais ao Governo Sírio que estavam presos em Douma. O bombardeamento a 8 de abril de 2018, que deixou vários civis mortos, levantou alegações de um ataque químico, embora as Organização das Nações Unidas não conseguiu confirmar a acusação inicialmente.

## Reações
Os governos de Estados Unidos, Reino Unido e França acusou o Governo Sírio de um alegado ataque químico contra a população de Douma em abril de 2018. Como consequência, os três países efetuaram um conjunto de ataques aéreos contra locais alegadamente ligados à produção de armas químicas pelo Governo Sírio em 14 de abril de 2018. No dia seguinte, a Rússia tentou passar uma resolução para condenar os ataques dos EUA-Reino Unido-França, mas não foi aprovada pelo Conselho de Segurança.